# ۱۹ بره
۱۹ بره یک ستاره است که در صورت فلکی برج حمل قرار دارد.